# Po końcu świata
Po końcu świata (tytuł oryginalny: След края на света) – bułgarsko-grecki film fabularny z roku 1998 w reżyserii Iwana Niczewa, na motywach powieści Angeła Wagensteina – Daleko od Toledo.

## Opis fabuły
Akcja filmu rozgrywa się w ubogiej dzielnicy Płowdiwu, gdzie w doskonałej harmonii mieszkają obok siebie Bułgarzy, Ormianie, Turcy, Żydzi, Romowie i Grecy. O względy uroczej Turczynki zabiegają miejscowy pop, rabin i hodża. W tym samym czasie 12-letni Żyd zakochuje się w swojej rówieśniczce, Ormiance. Po wielu latach spotkają się ponownie – jako znany bizantynolog – prof. Albert Cohen i nauczycielka muzyki – Araksia Wartanian.

## Obsada
- Stefan Danaiłow jako Albert Cohen
- Katerina Didaskalou jako Araksi Wartanian
- Wasił Michajłow jako Abraham Cohen
- Athina Papas jako Zulfi Hanum
- Georgi Kałojanczew jako ojciec Isija
- Georgi Rusew jako Ben David
- Nikoła Rudarow jako hodża Ibrahim
- Dżoko Rosicz jako Cygan
- Giorgos Tsitsopoulos jako fotograf Kostas
- Iwo Papazow jako muzyk

## Nagrody
- 1999: Festiwal Filmowy w Karlowych Warach
  - Kryształowy Globus dla reżysera Iwana Niczewa